# St. Johannes (Neckarsulm)

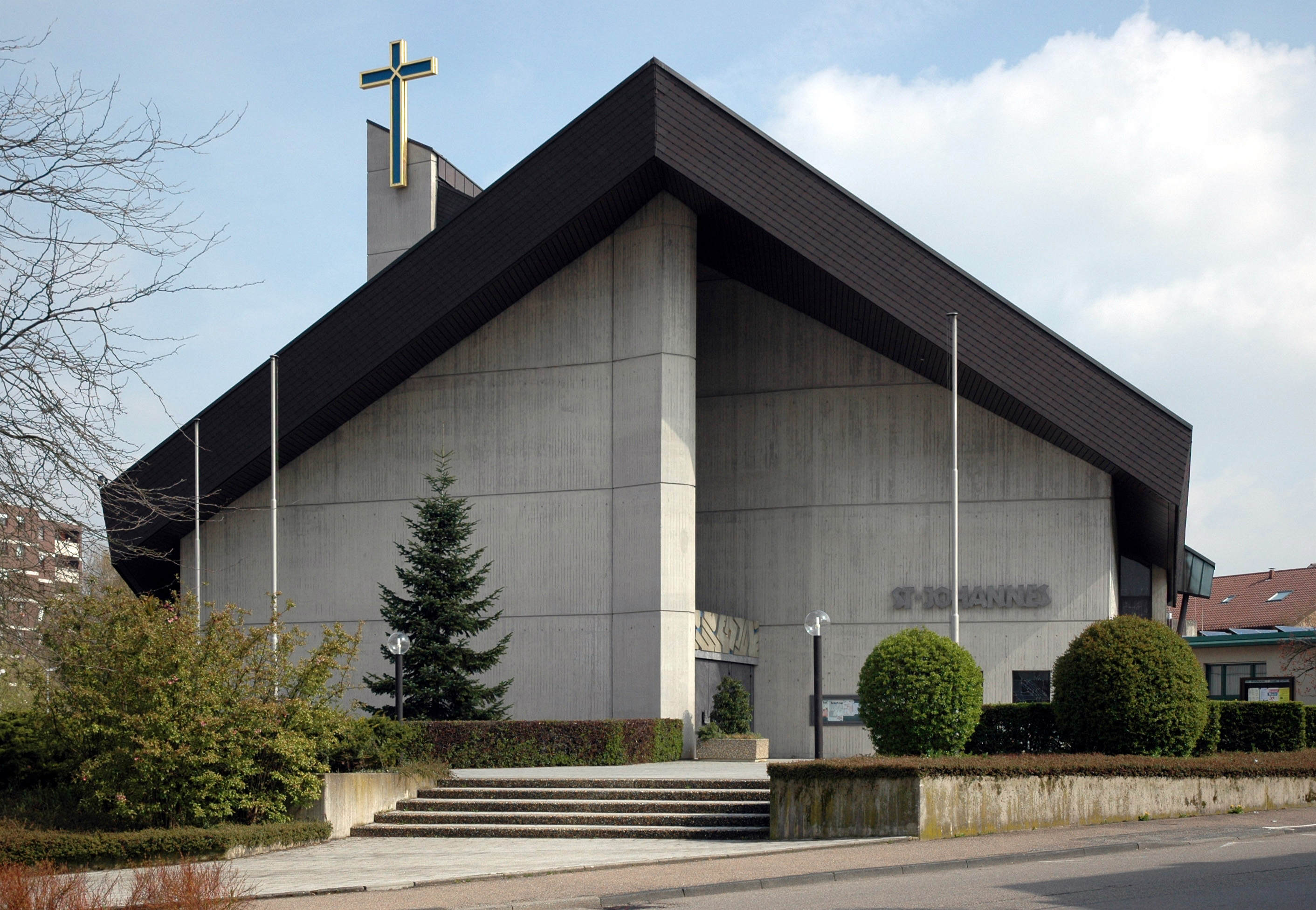
Die Johanneskirche von Süden (2008)

St. Johannes in Neckarsulmer Stadtgebiet Neuberg ist eine römisch-katholische Kirche, die dem Evangelisten Johannes geweiht wurde. Der Sakralbau in zeitgenössischem Baustil wurde 1973 geweiht und entstand, um dem starken Wachstum der Stadt in der Nachkriegszeit gerecht zu werden.

## Geschichte

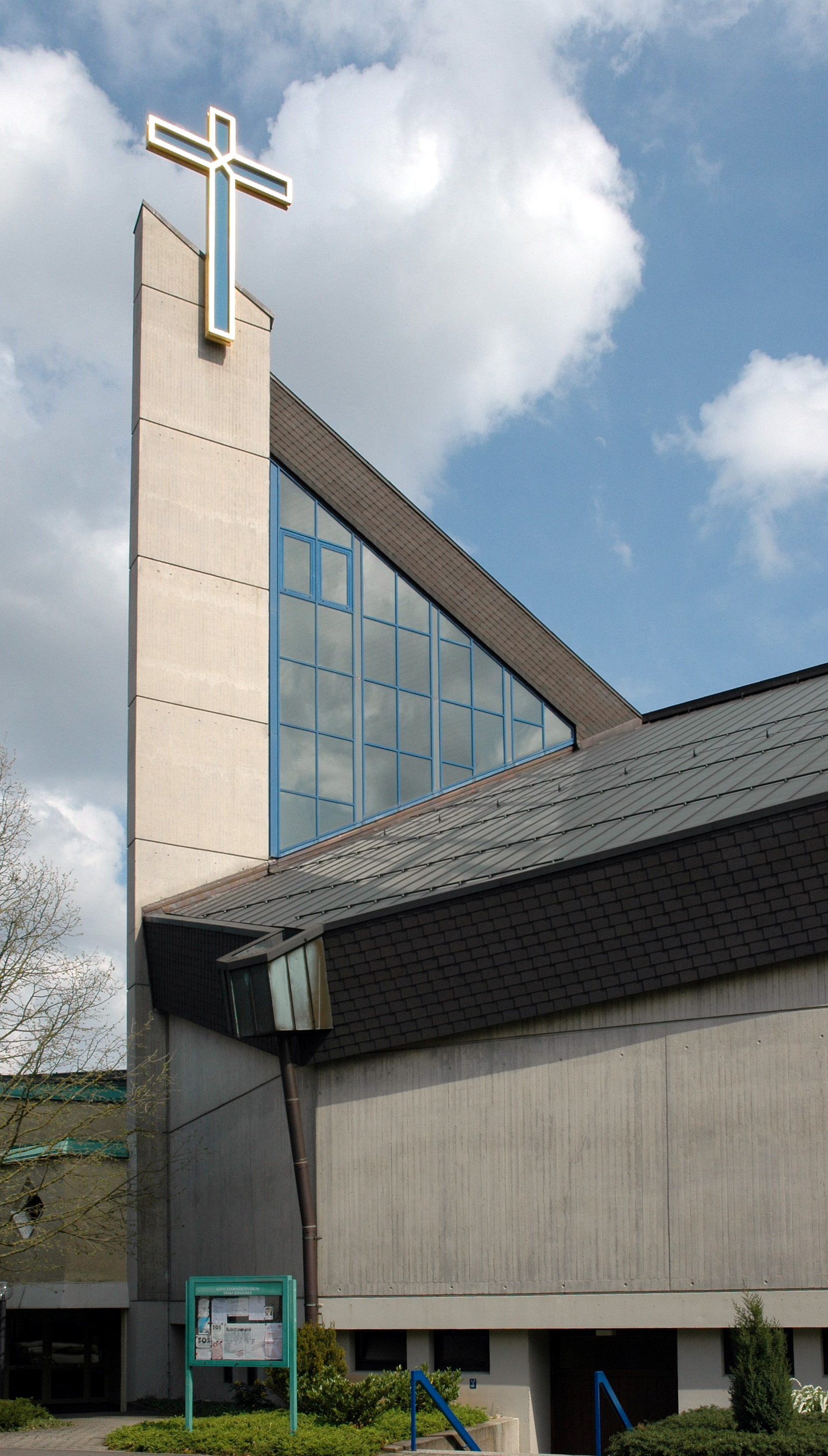
Ansicht von Westen (2008)

Nach dem Zweiten Weltkrieg gab es in Neckarsulm, bedingt durch die wirtschaftliche Blüte und die Zuwanderung von Flüchtlingen, einen dramatischen Wohnungsmangel, der zunächst 1955 durch die Einweihung der Bundesmustersiedlung Amorbach gemildert werden konnte. Noch im gleichen Jahr begann die Stadt mit den Planungen für ein weiteres, großes Neubaugebiet. Mit der Siedlung am Neuberg sollte die Stadt in östliche Richtung wachsen und 8000 Einwohnern einen Lebensraum bieten, davon voraussichtlich 4000 Katholiken. Aus diesem Grund sah der Bebauungsplan, der am 12. August 1957 beschlossen wurde, im Gewann Steppach eine Fläche für eine Kirche mit Pfarrhaus und Kindergarten vor.
Dennoch dauerte es bis 1966, bis die Stadt Neckarsulm die Fläche der Kirche zur Verfügung stellte. Erste Planungen, im Auftrag der Pfarrei St. Dionysius von dem Architekten Eugen Denz erarbeitet, stießen 1967 zunächst auf Ablehnung seitens der Diözese in Rottenburg, welche zunächst die Reformen des Zweiten Vatikanischen Konzils, das die Einführung von Kirchengemeinderäten mit sich gebracht hatte, in Kraft treten lassen wollte. Im Dezember 1968 reichte die Gemeinde einen neuen Entwurf entsprechend der Liturgiereform mit einem zentralen Altar in der Mitte der Gemeinde ein. Schließlich erteilte die Diözese am 4. Mai 1970 die Freigabe für den Bau von Kirche und Pfarrhaus entsprechend den Plänen von Eugen Denz. Die Baufreigabe seitens der Stadt Neckarsulm folgte einen Tag später. Die Finanzierung erfolgte gemeinsam mit der Christuskirche in Obereisesheim. Die gesamten Baukosten in Höhe von 2.662.000 DM teilten sich die Pfarrei mit 1.680.000 DM und das bischöfliche Ordinariat mit 800.000 DM. Zuvor konnte bereits am 3. April 1970 der Philipp-Wesp-Kindergarten eingeweiht werden.
Mit dem Bau der Kirche wurde am 10. Oktober 1970 begonnen. In einer feierlichen Zeremonie fand am 12. November 1972 die Grundsteinlegung statt. Am 8. April 1973 konnte die neue Kirche schließlich eingeweiht werden. Am 1. Dezember 1973 wurde die Pfarrei St. Johannes nach den Pfarreien St. Dionysius im Stadtzentrum und Pax Christi in Amorbach als dritte eigenständige katholische Pfarrei in Neckarsulm eingerichtet, am 17. Februar 1974 fand erstmals die Investitur eines Pfarrers (Helmut Kappes) für die neue Gemeinde statt.
Am 19. Oktober 1983 konnte das Gemeindezentrum eingeweiht werden, das von Ulrich Bechler entworfen wurde.

## Beschreibung
Die Neckarsulmer Johanneskirche zeigt sich von innen und außen als schlichtes Bauwerk mit einer Sichtbeton-Fassade und einem einfachen geometrischen Grundriss. Prägend ist die himmelwärts aufstrebende Dachlandschaft. Die Kirche verfügt nicht über einen Turm. Das große Kreuz an der Westseite wurde von Ulrich Bechler gestaltet und nachträglich angebracht.
Im hellen, weiten Innenraum sind vier Bankreihen zentral auf den Altar ausgerichtet. Der Altarraum mit seinem Tabernakel, Ambo und Kreuz aus Bronze, das Jesus fast stehend zeigt, und mit einer Madonnenfigur und einer Antonius-Statue wurde von dem Künstler Gerhard Tagwerker gestaltet. Ebenfalls von Tagwerker stammt die Eingangsfassade mit ihren großen Portalen. Die Glasfenster wurden von Hans Schreiner gestaltet. Im Innenraum finden sich außerdem zwei rund 500 Jahre alte Figuren, die Johannes den Evangelisten und Johannes den Täufer zeigen und aus einer älteren Neckarsulmer Kirche stammen.
Seit Mai 1993 gibt es mit dem Bilderzyklus Farbenlebensweg von Raphael Seitz einen Kreuzweg in der Johanneskirche.

## Orgel
Am 15. Dezember 1974 konnte eine Orgel ihrer Bestimmung übergeben werden. Sie verfügt über 24 Register, verteilt auf zwei Manualen und Pedal. Die Spiel- sowie die Registertrakturen sind mechanisch. Die Disposition ist wie folgt:
| I Hauptwerk |               |     |
| 1.          | Gedacktpommer | 16′ |
| 2.          | Prinzipal     | 8′  |
| 3.          | Rohrgedackt   | 8′  |
| 4.          | Oktave        | 4′  |
| S.          | Spitzflöte    | 4′  |
| 6.          | Superoktave   | 2′  |
| 7.          | Mixtur II-IV  |     |
| 8.          | Trompete      | 8′  |
|             | Tremolo       |     |

| II Manual |                |                 |
| 9.        | Gedackt        | 8′              |
| 10.       | Rohrflöte      | 4′              |
| 11.       | Spitzoktave    | 2′              |
| 12.       | Terzian II     | 1 3⁄5′ + 1 2⁄3′ |
| 13.       | Septime        | 1 ⁄7′           |
| 14.       | Scharff III-IV |                 |
| 15.       | Oboe           | 8′              |
|           | Tremolo        |                 |

| Pedal |                |     |
| 16.   | Subbaß         | 16′ |
| 17.   | Gedackpommer   | 16′ |
| 18.   | Prinzipal      | 8′  |
| 19.   | Rohrgedackt    | 8′  |
| 20.   | Spitzflöte     | 4′  |
| 21.   | Choralbaß      | 4′  |
| 22.   | Hintersatz III |     |
| 23.   | Posaune        | 16′ |
| 24.   | Trompete       | 8′  |

- Koppeln: II/I, II/P
- Spielhilfen: